# Marysin (Barce)
Marysin – część wsi Barce w Polsce, położona w województwie wielkopolskim, w powiecie konińskim, w gminie Kramsk. Należy do sołectwa Barce.
W latach 1975–1998 Marysin należał administracyjnie do województwa konińskiego. W pobliżu miejscowości płynie rzeka Jaźwiniec.